# Morionvilliers

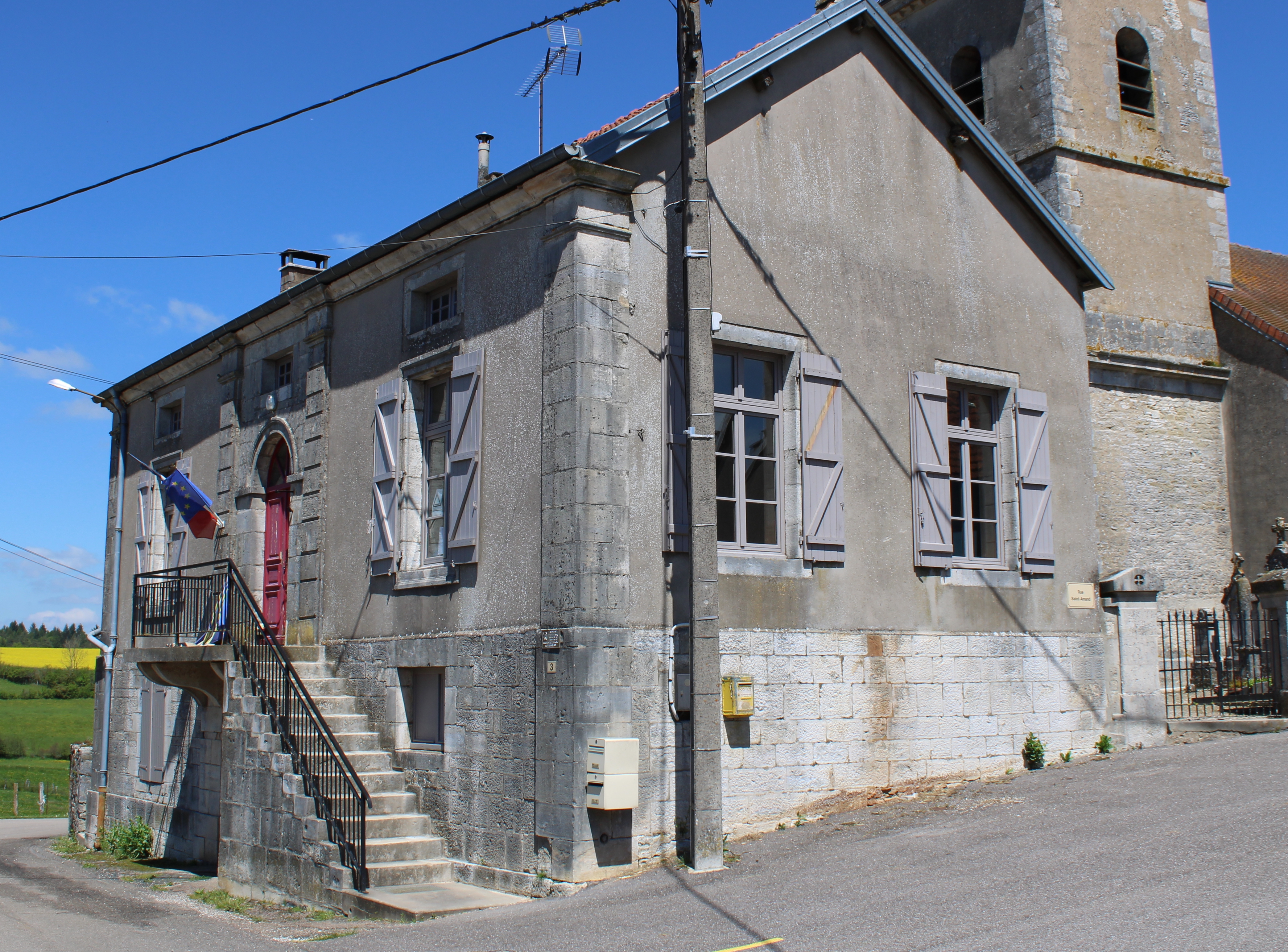
Câmara Municipal de Morionvilliers

Morionvilliers é uma comuna francesa na região administrativa de Grande Leste, no departamento de Haute-Marne. Estende-se por uma área de 6,88 km². Em 2010 a comuna tinha 29 habitantes (densidade: 4,2 hab./km²).